# 三姑六婆
三姑六婆原本指的是古代中國民間女性的幾種職業。釋義:三姑，尼姑、道姑、卦姑；六婆，牙婆、媒婆、師婆、虔婆、藥婆、穩婆。指古代婦女所從事的職業名稱。語本元．陶宗儀《南村輟耕錄．卷一○．三姑六婆》。後用「三姑六婆」比喻愛搬弄是非的婦女。語出元末明初陶宗儀的《南村輟耕錄》。
現代汉语中的「三姑六婆」常指社會上各式市井女性或喜愛搬弄是非的人。

## 定義
三姑：尼姑、道姑、卦姑
六婆：牙婆、媒婆、師婆、虔婆、藥婆、穩婆

## 簡介
三姑指的是三種宗教的出家女性。尼姑是佛教女性僧侣、道姑是道教女性教徒、卦姑是專門占卦的。
六婆中，牙婆即女性牙人，為包括販賣人口在內之商業交易牵线搭桥的中介。媒婆是專為人介紹配偶的女性。師婆是專門畫符施咒、請神問命的巫婆。虔婆是妓院內的鴇母。藥婆是專門賣藥的女人。穩婆則是專門接生的接生婆，六婆是各種專業的名稱，有時一人可以身兼數職。
由於三姑六婆因職業關係，而其中的牙婆、虔婆、師婆多為惡行被人病垢，而且在中國古代人的观念中三姑六婆是不正当职业，因此三姑六婆負上惡名，而事實上，對於三姑六婆的歧視，是多个方面因素造成的，有古時男女不平等的思想因素，也有三姑六婆的职业因素造成的。以下能表现古时对三姑六婆职业的态度，如宋代袁采的《袁氏世範》：尼姑、道婆、媒婆、牙婆及婦人以買賣、針灸為名者，皆不可令入人家。凡脫漏婦女財物及引誘婦女為不美之事，皆此曹也。
古代的大家閨秀是大門不出、二門不邁的。她們也只能等三姑六婆來串門子時，跟她們聊八卦而已。愛聊八卦就成了三姑六婆的刻板印象。三姑六婆教她們壞的，也教她們好的。例如私奔在過往時代被認為是不合禮制但本質不壞的行為，而其中往往就有三姑六婆的牽線。

## 延伸閱讀
- 许璟梓：〈明代《三言》小说中的“三姑六婆”形象探究（页面存档备份，存于）〉。